# Istorija Libana
Istorija Libana pokriva istoriju moderne Republike Liban i raniju pojavu Velikog Libana pod Francuskim mandatom za Siriju i Liban, kao i prethodnu istoriju regiona, obuhvaćenog sadašnjom državom.

## Praistorija
Kzar Akil, 10 km severozapadno od Bejruta, je veliko kameno sklonište ispod strmog krečnjačkog grebena, gde su iskopavanja pokazala prisustvo depozita sa tragovima naseobina koji idu u dubinu do 23,6 m (77 ft), što je jedna od najdužih sekvenci paleolitske kremene industrije ikada pronađenih na Bliskom istoku. Prvi nivo od 8 m (26 ft) sadržavao je gornje levaloizo-musterijenske ostatke sa dugim i trouglastim litičkim kamenim fragmentima. Nivo iznad ovog pokazao je industrije koje su obuhvatile svih šest faza gornjeg paleolita. Emiranski špic je pronađen u prvoj fazi ovog nivoa (XXIV), na oko 15,2 m (50 ft) ispod datuma sa kompletnim kosturom osmogodišnjeg Homo sapiensa (nazvanog Egbert, sada u Nacionalnom muzeju Bejrut), nakon proučavanja u Americi) koji je otkriven na 11,6 m (38 ft), cementiran u breču. Fragment neandertalske maksile je takođe otkriven u materijalu sa nivoa XXVI ili XXV, na oko 15 m (49 ft). Studije koje je sproveo Huijer pokazale su da su koze i jeleni bili dominantni u fauni zajedno sa Stephanorhinus u kasnijim levaloizo-musterijenskim nivoima.
Veruje se da je to jedno od najranijih poznatih mesta koja sadrže tehnologije gornjeg paleolita. Artefakti pronađeni na sajtu uključuju Kzar Akil ostatke tesanja kamena pri izradi alata. To je glavni tip alata koji se nalazi na ovoj lokaciji, zajedno sa školjkama sa rupama i izmenjenim ivicama, za koje se misli da su korištene kao privjesci ili perle. Ovo ukazuje na to da su stanovnici bili među prvima u zapadnoj Evroaziji koji su koristili lične ukrase. Rezultati radio-ugljeničnog datiranja ukazuju na to da su rani ljudi mogli da žive na tom mestu pre oko 45.000 godina ili ranije. Prisustvo ličnih ukrasa kod Ksara Akila sugeriše ponašanje modernih ljudi. Nalazi ornamenata na ovom lokalitetu su istovremeni sa ukrasima pronađenim na lokacijama kasnog kamenog doba kao što je Enkapune ja Muto u Keniji.

## Antički Bliski istok
Najranije praistorijske kulture Libana, kao što je Karaunska kultura, dovele su do civilizacije hananskog perioda, kada je ovaj region bio naseljen drevnim narodima, koji su kultivisali zemlju i živeli u sofisticiranim društvima tokom drugog milenijuma pre nove ere. Severni Hananci su spomenuti u Bibliji, kao i u drugim semitskim zapisima iz tog perioda.
Hananci su bili tvorci najstarije poznate abecede sa 24 slova, što je skraćivanje ranijih pisama sa 30 slova, kao što su protosinajtsko i ugaritsko. Hananski alfabet se kasnije razvio u feničanski (sa sestrinskim pismima hebrejskim, aramejskim i moabitskim), koji je imao uticaja na čitav Mediteranski region.
Obalska ravnica Libana je istorijski dom niza obalskih trgovačkih gradova semitske kulture, koje su Grci nazivali Fenikija, čija je pomorska kultura tamo cvetala više od hiljadu godina. Drevne ruševine u Biblosu, Beritusu (Beirut), Sidonu, Sarepti (Sarafandu) i Tiru pokazuju civilizovanu naciju, sa urbanim centrima i sofisticiranim umetnostima. Fenikija je bila kosmopolitski centar za mnoge nacije i kulture.
Njeni stanovnici su krstarili Mediteranskim morem. Oni su bili vešti u trgovini i umetnosti, i osnivali trgovačke kolonije. Njihove najpoznatije kolonije bile su Kadiz u današnjoj Španiji i Kartagina u današnjem Tunisu. Fenikija je održavala nestabilne veze sa Neoasirskim i Neovavilonskim carstvima tokom 9. do 6. veka pre nove ere.

## Klasična antika
Nakon postepenog opadanja njihove snage, feničanske gradove-države na libanskoj obali je 539. godine pre nove ere pokorila Ahemenijska Persija pod Kirom Velikim, koji ih je organizovao kao satrape. Mnoge feničke kolonije nastavile svoje nezavisno postojanje. Najpoznatija među njima je bila Kartagina. Persijanci su prisilili deo stanovništva da se preseli u Kartaginu, koja je ostala moćna nacija do Drugog punskog rata.
Posle dva veka persijske vladavine, makedonski vladar Aleksandar Veliki, tokom svog rata protiv Persije, napao je i spalio Tir, najistaknutiji fenički grad. On je osvojio ono što je sada Liban i druge obližnje regije u 332. p. n. e. Nakon Aleksandrove smrti region je bio apsorbovan u Seleukidsko carstvo i postao poznat kao Kelesirija.
Hrišćanstvo je uvedeno u obalsku ravnicu Libana iz susedne Galileje, već u 1. veku. Ovaj region, kao i ostatak Sirije i veliki deo Anatolije, postao je glavni centar hrišćanstva. U 4. veku je bio inkorporiran u hrišćansko Vizantijsko carstvo. Planina Liban i njena obalska ravnica postali su deo Dijeceze Istok, podeljene na provincije Fenikija paralija i Fonikija libanensis (koje su se prostirale i na velikim delovima današnje Sirije).
Krajem 4. i početkom 5. veka, pustinjak po imenu Maron uspostavio je monašku tradiciju, fokusiranu na značaj monoteizma i asketizma, u blizini planinskog lanca planine Liban. Monasi koji su pratili Marona širili su njegova učenja među izvornim libanskim hrišćanima i preostalim paganima u planinama i duž obale Libana. Ovi libanski hrišćani su postali poznati kao Maroniti. Oni su se preselili u planine da bi izbegli religiozno progonstvo od strane rimskih vlasti. Tokom čestih Rimsko-persijskih ratova koji su trajali mnogo vekova, Sasanidski Persijanci su okupirali ono što je sada Liban od 619 do 629. godine.

## Literatura
- Chomsky, Noam (1999). The Fateful Triangle. Black Rose Books. ISBN 978-1551641607.
- Salibi, K. (1977). The Modern History of Lebanon. Delmar: Caravan Books. ISBN 0-88206-015-5.
- Shehadi, Nadim (1992). Lebanon: A History of Conflict. The Center for Lebanese Studies. ISBN 1-85043-119-1.
- Smith, Charles D. (2006). Palestine and the Arab Israeli Conflict. Bedford/St. Martin's. ISBN 9780312437367.
- White, Arthur S. (1899). The Expansion of Egypt Under Anglo-Egyptian Condominium. Muthen & Co.
- Abisaab, Rula Jurdi, and Malek Abisaab. The Shi'ites of Lebanon: Modernism, Communism, and Hizbullah's Islamists (Syracuse University Press, 2014) ; 350 pages; Scholarly history since 1920.
- Abu-Husayn, Abdul-Rahim. Provincial Leaderships in Syria, 1575-1650, Beirut: American University of Beirut, 1985.
- Abu-Husayn, A. The View from Istanbul. Ottoman Lebanon and the Druze Emirate, London: I.B. Tauris in association with the Centre for Lebanese Studies, 2002.
- Abou Issa, Chady. " Rouassa el- joumhoriya al-libnaniya ", Beirut, All-Prints,2008.
- Akarli, Engin Deniz. The Long Peace. Ottoman Lebanon, 1861-1920, Berkeley: University of California Press, 1993.
- Azar, Fabiola. Construction idéntitaire et appartenance confessionelle au Liban, Paris: L'Harmattan, 1999.
- Beydoun, Ahmad. Le Liban, une histoire disputée: identité et temps dans l'histoire libanaise contemporaine, Beyrouth: Publications de l'Université Libanaise, 1984.
- Chevallier, Dominique. La société du Mont-Liban à l'époque de la révolution industrielle en Europe, Beyrouth: IFAPO, 1971.
- Corm, Georges. Liban: les guerres de l'Europe et de l'Orient 1840-1922, Paris: Gallimard, 1992.
- Farah, Caesar E. The Politics of Interventionism in Ottoman Lebanon 1830-1861, London: The Centre for Lebanese Studies in association with I.B. Tauris, 2000.
- Fawaz Tarazi, Leila. An Occasion for War: Civil Conflict in Lebanon and Damascus in 1860. London: I.B. Tauris, 1994.
- Fawaz Tarazi, L. Merchants and Migrants in Nineteenth-Century Beirut. Cambridge: Harvard University Press, 1983.
- Firro, Kais. Inventing Lebanon. Nationalism and the State Under the Mandate, London: I.B. Tauris, 2002.
- Gilsenan, Michael. Lords of the Lebanese Marches: Violence and Narrative in an Arab Society, London: I.B. Tauris, 1996.
- Gorton, T.J. Renaissance Emir: a Druze Warlord at the Court of the Medici (London, Quartet Books, 2013); see http://tjgorton.wordpress.com/prince-of-lebanon-a-druze-emir-at-the-court-of-the-medici/ for this new biography of Fakhr ad-Din Ma'n.
- Harris, William. Lebanon: A History, 600-2011 by (Oxford University Press; 2012) 360 pages; on the evolution of the Maronite Christian, Druze, and Twelver Shia communities centered on Mount Lebanon through Frankish, Mamluk, and Ottoman rule, and considers the problems of social cohesion in modern Lebanon, founded in 1920.
- Johnson, Michael. All Honourable Men. The Social Origins of War in Lebanon, London: I.B. Tauris, 2001.
- Khalaf, Samir. Persistence and Change in 19th Century Lebanon: A Sociological Essay, Beirut: American University of Beirut, 1979.
- Khalidi, Tarif. Land Tenure and Social Transformation in the Middle East, Beirut: American University of Beirut, 1984.
- Makdisi, Ussama. The Culture of Sectarianism: Community, History, and Violence in Nineteenth-Century Ottoman Lebanon, Berkeley: University of California Press, 2000.
- Ma'oz Moshe. Ottoman Reforms in Syria and Palestine 1840-1861: The Impact of Tanzimat on Politics and Society, Oxford: Oxford University Press, 1968.
- Picard, Elizabeth. Lebanon: A Shattered Country. Myths and Realities of the Wars in Lebanon, New York City: Holmes&Meier, 1996.
- Salibi, Kamal (1988). A House of Many Mansions: The History of Lebanon Reconsidered. London: I.B. Tauris. ISBN 0-520-06517-4.
- Salibi, K. Maronite Historians of Medieval Lebanon, Beirut: American University of Beirut, 1959.
- Shehadi, Nadim & Mills Haffar, Dana (eds.), Lebanon: A History of Conflict and Consensus, The Centre for Lebanese Studies in association with I.B. Tauris, 1988.
- Spagnolo, John P. France and Ottoman Lebanon, 1861-1914, London: Ithaca Press, 1977.
- Tanielian, Melanie Schulze (2018). Charity of War: Famine, Humanitarian Aid and World War I in the Middle East. Stanford University Press. ISBN 9781503603523.
- Zamir, Meir. The Formation of Modern Lebanon, Ithaca: Cornell University Press, 1985.
- Lebanon's struggle for Independence (The Political History of Lebanon, 1920–1950) ; v. 3-4, (1980)  0-89712-021-3
- Thackston Wheeler, Murder, Mayhem, Pillage and Plunder: The History of the Lebanon in the 18th and 19th Centuries, (1988)  0-88706-714-X
- Thomas L. Friedman, From Beirut to Jerusalem: One Man's Middle Eastern Odyssey, second edition, Harpers Collins, (1998)  0-00-653070-2
- Alfred Schlicht, The role of foreign powers in the history of Lebanon and Syria from 1799 to 1861 In: Journal of Asian History 14 (1980) pp. 97–126

## Spoljašnje veze
- The Center for Democracy in Lebanon
- Lebanon, the Cedars' Land The historic and touristic cities of Lebanon
- The Modern History of Lebanon with Fawwaz Traboulsi Архивирано на веб-сајту  (3. март 2016) - Complete video series, The Real News
- Al-Ghajar Village Flashpoint Defense Update, December 5, 2005
- Who's who in Lebanon BBC, March 14, 2005
- A Look at Mass Rallies Held in Lebanon AP, March 14, 2005
- Lebanon finds unity in street rallies BBC, March 3, 2005
- Q&A: Syria's involvement in Lebanon BBC, March 1, 2005
- Opposition accuses Syria of assassination Архивирано на веб-сајту  (20. децембар 2009) Daily Star, February 15, 2005
- Timeline: Lebanon A chronology of key events-BBC News February 14, 2005
- Explosion kills former Lebanon PM BBC, February 14, 2005
- UN urges Syria to leave Lebanon BBC, October 19, 2004
- Ex-minister hurt in Beirut blast BBC, October 1, 2004
- Hizballah and Syria's "Lebanese Card" Nicholas Blanford, Middle East Online Report, September 14, 2004
- Thirteen-Year Itch - The Demise of Lebanon's Taif Agreement? Middle East Report, August 13, 2002
- Syria: The power in Lebanon BBC, 16 April 2001
- Center for Lebanese Study-Oxford University
- Country Profile: Lebanon-BBC News
- War is Peace Архивирано на веб-сајту  (9. октобар 2004) Noam Chomsky, excerpts from "The Fateful Triangle" on The Israeli invasion of Lebanon, 1983
- Israel, Lebanon, and the "Peace Process" Архивирано на веб-сајту  (5. јун 2005) Noam Chomsky, April 23, 1996
- "Limited War" in Lebanon Архивирано на веб-сајту  (10. април 2005) Noam Chomsky September, 1993